# Fenotipo Bombay
Il fenotipo Bombay è  una possibile configurazione del gruppo sanguigno nel sistema AB0; è un fenotipo raro, il cui nome deriva dal fatto che venne riscontrato per la prima volta in una famiglia indiana di Bombay.
Le persone che hanno fenotipo Bombay possono risultare, nei test standard, individui di gruppo 0, in quanto nel loro siero hanno anticorpi anti-A ed anti-B. A differenza di questi però hanno nel sangue anche anticorpi anti-H, assenti nei gruppi sanguigni 0, A, B e AB.

## Genetica e biochimica
I gruppi A, B e AB sono caratterizzati dalla presenza, sulla superficie dei globuli rossi, di particolari antigeni; tali antigeni sono generati dal legame tra una molecola detta molecola H e uno zucchero complesso, che si forma per mezzo di glicosiltransferasi. Quando tali enzimi sono assenti, come nel caso del gruppo 0, la sola presenza della molecola H non basta a generare l'antigene A o B.
La produzione della molecola H è regolata da una coppia di alleli i cui possibili geni vengono codificati solitamente con H (capacità di produrre tale molecola) e h (incapacità). Il gene H è dominante, quindi un individuo con genotipo Hh non avrà fenotipo Bombay. Se invece un individuo ha genotipo hh, non produrrà la molecola H e dunque neanche gli antigeni caratteristici dei gruppi A, B e AB (indifferentemente dagli alleli presenti nella coppia di geni che caratterizza i gruppi sanguigni standard). È per questo motivo che nei test standard tali individui risultano appartenenti al gruppo 0, e che il fenotipo Bombay viene solitamente indicato come 0h.

## Implicazioni trasfusionali
Non avendo la molecola H, gli individui portatori di un tale fenotipo producono anticorpi anti-H, e possono perciò ricevere trasfusioni di emazie solamente da altri individui 0h. Questo può rappresentare un grande problema in caso di emergenza, dato che tale gruppo è estremamente raro; il fatto che il gene h sia recessivo fa sì che il gruppo Bombay sia riscontrato solitamente in famiglie o comunità ristrette, in cui è possibile trovare altri individui dello stesso gruppo. 